# Honnadevipura, Dod Ballapur
Honnadevipura là một làng thuộc tehsil Dod Ballapur, huyện Bangalore Rural, bang Karnataka, Ấn Độ.